# Charles Périn
Charles Henri Xavier Périn, född 29 augusti 1815 i Mons, död där 4 april 1905, var en belgisk jurist och nationalekonom.
Périn var under en lång följd av år professor i nationalekonomi och offentlig rätt vid det katolska universitetet i Leuven och blev 1869 korresponderande ledamot av Institut de France. I sitt nationalekonomiska och socialpolitiska författarskap behandlade han företrädesvis förhållandet mellan religionen samt det ekonomiska och sociala livet. Han tillhörde närmast den socialekonomiska riktning, som inom den romersk-katolska kyrkovärlden fördes fram av Pierre Guillaume Frédéric Le Play, och utövade inom denna ett betydligt inflytande i avgjort konservativ riktning. Vägen till den bättre sociala ordningen vore den stärkta samhälleliga solidaritetskänslan; denna väg skulle läggas av stora, alla samhällsgrupper omfattande associationer, behärskade av den katolska kyrkan och utvecklande det patriarkaliska kynnet i förhållandet mellan samhällsklasserna. Åtskilliga av hans böcker utkom i flera upplagor och översattes till olika språk.